# Insieme (Roby Facchinetti e Riccardo Fogli)
Insieme è un album in studio dei cantautori italiani Roby Facchinetti e Riccardo Fogli, pubblicato il 3 novembre 2017 dalla Sony Music.

## Descrizione
L'album contiene otto inediti e tre cover. Tutte le musiche originali sono di Facchinetti. Quattro testi sono fra gli ultimi scritti da Valerio Negrini (Strade, Le donne ci conoscono, Prima rosa della vita e E vanno via), due sono di Stefano D'Orazio scritti insieme allo stesso Facchinetti (Inseguendo la mia vita e Arianna), uno di Andrea Bonomo (Per salvarti basta un amico) e uno di Riccardo Fogli (Il ritorno delle rondini). Le tre cover sono Notte a sorpresa, In silenzio dei Pooh e Storie di tutti i giorni di Fogli.
Tutti i brani dell'album sono cantati in coppia dai due artisti, ad eccezione di Inseguendo la mia vita e E vanno via, interpretati unicamente da Facchinetti.
La produzione artistica dell'album è di Roby Facchinetti, mentre quella esecutiva di Ferdinando Salzano e Antonio Colombi. Gli arrangiamenti invece sono stati affidati a diversi arrangiatori: Danilo Ballo (E vanno via, In silenzio, Prima rosa della vita), Emiliano Bassi e Luca Chiaravalli (Storie di tutti i giorni, Strade), Marco Barusso (Per salvarti basta un amico, Arianna, Notte a sorpresa) e Diego Calvetti (Le donne ci conoscono, Il ritorno delle rondini, Inseguendo la mia vita).
In occasione della pubblicazione del disco erano stati annunciati due concerti nel mese di aprile al Mediolanum Forum di Assago e al PalaLottomatica di Roma, poi trasformati in eventi teatrali a maggio, al Teatro degli Arcimboldi di Milano e all'Auditorium Parco della Musica di Roma. Gli spettacoli verranno inoltre registrati per uno special televisivo.

## Tracce

### Edizione standard
1. Strade – 3:13 (testo: Valerio Negrini – musica: Roby Facchinetti; edizioni musicali Babilonia)
2. Per salvarti basta un amico – 4:10 (testo: Andrea Bonomo – musica: Roby Facchinetti; edizioni musicali Babilonia, Curci)
3. Le donne ci conoscono – 4:12 (testo: Valerio Negrini – musica: Roby Facchinetti; edizioni musicali Babilonia)
4. Il ritorno delle rondini – 3:48 (testo: Riccardo Fogli – musica: Roby Facchinetti; edizioni musicali Babilonia)
5. Notte a sorpresa – 3:07 (testo: Valerio Negrini – musica: Roby Facchinetti; edizioni musicali Babilonia, Sugarmusic, Warner Chappell Music Italiana)
6. Inseguendo la mia vita – 3:54 (testo: Stefano D'Orazio – musica: Roby Facchinetti; edizioni musicali Babilonia)
7. Arianna – 4:04 (testo: Stefano D'Orazio – musica: Roby Facchinetti; edizioni musicali Babilonia)
8. Prima rosa della vita – 4:21 (testo: Valerio Negrini – musica: Roby Facchinetti; edizioni musicali Babilonia)
9. Storie di tutti i giorni – 3:27 (testo: Guido Morra, Riccardo Fogli – musica: Maurizio Fabrizio; edizioni musicali Sugarmusic, Curci, Universal Music Publishing, Parking)
10. In silenzio – 4:12 (testo: Valerio Negrini – musica: Roby Facchinetti; edizioni musicali Eliseo)
11. E vanno via – 5:38 (testo: Valerio Negrini – musica: Roby Facchinetti; edizioni musicali Babilonia)

### Edizione speciale
1. Il segreto del tempo – 3:55 (testo: Gino De Crescenzo – musica: Roby Facchinetti)
2. Strade – 3:13 (testo: Valerio Negrini – musica: Roby Facchinetti)
3. Per salvarti basta un amico – 4:10 (testo: Andrea Bonomo – musica: Roby Facchinetti)
4. Le donne ci conoscono – 4:12 (testo: Valerio Negrini – musica: Roby Facchinetti)
5. Il ritorno delle rondini – 3:48 (testo: Riccardo Fogli – musica: Roby Facchinetti)
6. Notte a sorpresa – 3:07 (testo: Valerio Negrini – musica: Roby Facchinetti)
7. Inseguendo la mia vita – 3:54 (testo: Stefano D'Orazio – musica: Roby Facchinetti)
8. Arianna – 4:04 (testo: Stefano D'Orazio – musica: Roby Facchinetti)
9. Prima rosa della vita – 4:21 (testo: Valerio Negrini – musica: Roby Facchinetti)
10. Storie di tutti i giorni – 3:27 (testo: Guido Morra, Riccardo Fogli – musica: Maurizio Fabrizio)
11. In silenzio – 4:12 (testo: Valerio Negrini – musica: Roby Facchinetti)
12. E vanno via – 5:38 (testo: Valerio Negrini – musica: Roby Facchinetti)

## Formazione
- Roby Facchinetti – voce, tastiera, pianoforte, organo Hammond
- Riccardo Fogli – voce
- Diego Calvetti – sintetizzatore, pianoforte, programmazione
- Marco Barusso – chitarra acustica, chitarra elettrica, basso, tastiera aggiuntiva, programmazione
- Emiliano Bassi – batteria, tastiera aggiuntiva, programmazione
- Stef Burns – chitarra elettrica
- Danilo Ballo – tastiera aggiuntiva, pianoforte, organo Hammond, cori, programmazione
- Matteo Bassi – basso
- Lapo Consortini – chitarra acustica, chitarra elettrica, programmazione
- Ronny Aglietti – basso
- Luca Chiaravalli – tastiera, programmazione
- Michele Quaini – chitarra acustica, chitarra elettrica
- Valeria Caponnetto Delleani – cori

## Classifiche
| Classifica (2017) | Posizione massima |
| ----------------- | ----------------- |
| Italia            | 6                 |